# Huanggang
Huanggang (cinese: 黃冈; pinyin: Huánggāng) è una città-prefettura della Cina nella provincia dello Hubei.

## Suddivisioni amministrative
- Distretto di Huangzhou
- Macheng
- Wuxue
- Contea di Hong'an
- Contea di Luotian
- Contea di Yingshan
- Contea di Xishui
- Contea di Qichun
- Contea di Huangmei
- Contea di Tuanfeng
- Distretto amministrativo di Longganhu